# Adonismycena
De adonismycena (Atheniella adonis) is een paddenstoel uit de familie Marasmiaceae.

## Kenmerken
Voor het goed waarnemen van sommige kenmerken is een loep nodig. De hoed heeft een diameter van tussen de 5 en de 20 millimeter en de vorm varieert van kegelvormig tot klokvormig. De hoed is ietwat doorzichtig en heeft een roodachtige kleur. De steel is tot 60 mm lang en tussen de 0,5 en 2 millimeter dik. De steel heeft een wit-grijzige kleur en het vruchtvlees heeft een kleurverloop dat varieert van roze tot oranje. Het oppervlak is vrijwel glad en droog met onderaan wit wollige haren. De met een aflopend tandje opstijgend aangehechte lamellen zijn wittig tot bleekroze van kleur, er tussen zijn dwarsadertjes te zien. De adonismycena is geurloos en niet eetbaar.

## Standplaats
De adonismycena groeit onder vochtige omstandigheden op kruidachtig strooisel in duinvalleien en in schraalgraslanden zoals blauwgrasland en pijpenstrootjevelden. De soort houdt van een voedselarme bodem met een lage zuurgraad. Daarnaast komt de ze voor op dood hout in voedselrijkere loofbossen en in hoogveengebieden.

## Naamgevingsgeschiedenis
De botanische naam van de soort werd in 1793 door Jean-Baptiste François Bulliard gepubliceerd als Agaricus adonis. Die naam werd door Elias Magnus Fries in 1821 gesanctioneerd. Samuel Frederick Gray plaatste de soort in 1821 in het geslacht Mycena. In 1943 plaatste Rolf Singer de soort in het geslacht Hemimycena, maar schoof ze in 1953 nog een keer door, nu naar Marasmiellus. Dit is een geslacht in de familie Marasmiaceae, waarmee deze soort dus niet langer tot de familie Mycenaceae werd gerekend. De voorlopig laatste verandering was toen Redhead et al. in 2012 de soort in het door hen nieuw gecreëerde geslacht Atheniella plaatsten. Agaricus adonis is de typesoort van dat geslacht. Agaricus floridulus Fr. en Mycena rubella Quél. worden als synonieme namen voor Atheniella adonis beschouwd.

### Synonymie
- Atheniella adonis (Bull.) Redhead, Moncalvo, Vilgalys, Desjardin & B.A. Perry, 2012
  - Agaricus adonis Bull., 1793
  - Mycena adonis (Bull.) Gray, 1821
  - Hemimycena adonis (Bull.) Singer, 1943
  - Marasmiellus adonis (Bull.) Singer, 1951
- Agaricus floridulus Fr., 1838
  - Collybia floridula (Fr.) Gillet, 1876
  - Mycena floridula (Fr.) P. Karst., 1877
  - Marasmiellus floridulus (Fr.) Singer, 1951
- Mycena rubella Quél., 1884

## Verspreiding
De soort is een saprofyt en staat in Nederland op de Rode Lijst als kwetsbaar en komt algemeen voor.